# LaPrade Valley
LaPrade Valley är en dal i Antarktis. Den ligger i Västantarktis. Nya Zeeland gör anspråk på området.